# Ouled Brahim (Médéa)
Ouled Brahim è un comune dell'Algeria, situato nella provincia di Médéa.